# Audi A5 B10
Der Audi A5 B10 (interne Typbezeichnung FU) ist ein Pkw der Mittelklasse von Audi.

## Modellgeschichte
Vorgestellt wurde das Fahrzeug Mitte Juli 2024. In den Handel kam es im November 2024. Mit dem Debüt seiner zehnten Mittelklasse-Generation ändert Audi den Namen von A4 in A5. Gerade Ziffern sollten künftig für elektrisch angetriebene Modelle, ungerade für Fahrzeuge mit Verbrennungsmotor stehen. Seit der Einführung des Audi A6 C9 weicht Audi von diesem Schema ab. Da die Limousine fortan eine große Heckklappe hat, gilt nicht nur der Audi A4 B9, sondern auch der Audi A5 Sportback als Vorgängermodell der Baureihe. Lediglich für den chinesischen Markt gibt es das Modell als Audi A5L noch mit klassischem Stufenheck; außerdem hat es einen rund 7 cm längeren Radstand. Dieses Modell stammt von FAW-Volkswagen und wurde im November 2024 auf der Auto Guangzhou vorgestellt. Die A5L-Variante von SAIC-Volkswagen hat hingegen eine große Heckklappe und gegenüber dem europäischen A5 lediglich einen 2 cm längeren Radstand. Diese Version wurde im Februar 2025 präsentiert.
Der B10 ist die erste Modellreihe, welche auf der neuen Premium Platform Combustion (PPC) basiert. Bis auf die chinesische Version A5L wird die gesamte B10-Baureihe erstmals am Standort Neckarsulm gefertigt.

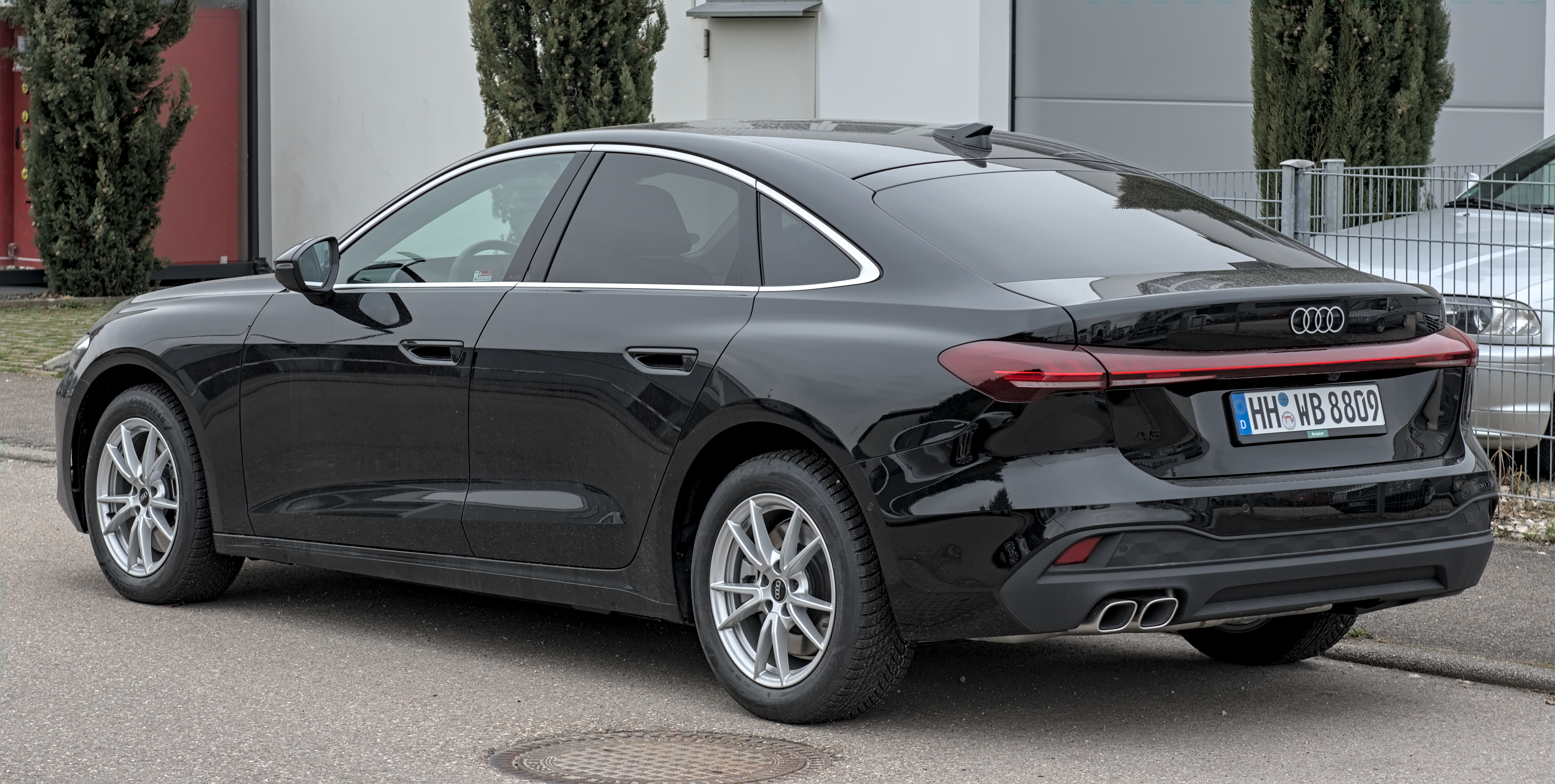
Heckansicht
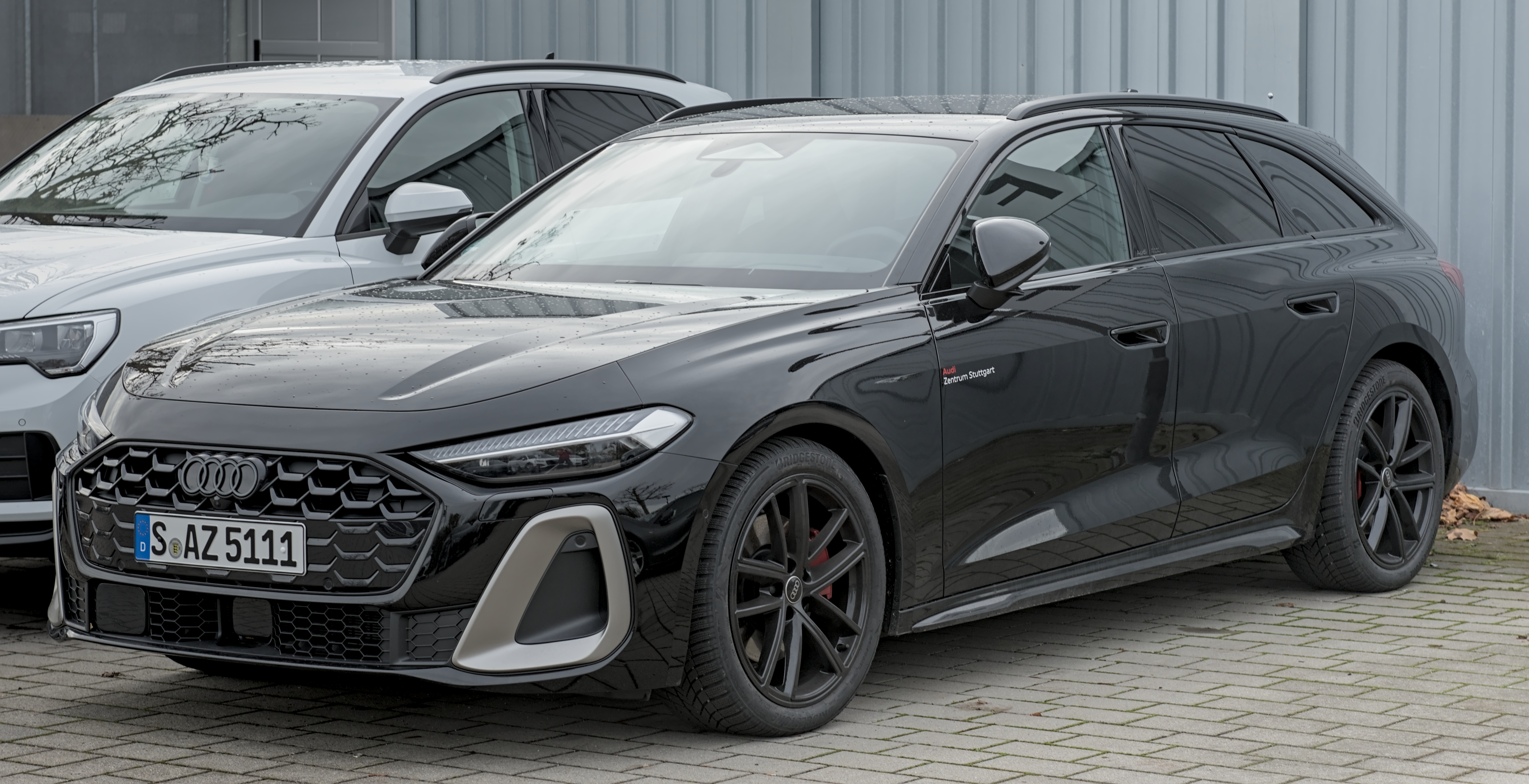
Audi A5 Avant (seit 2024)
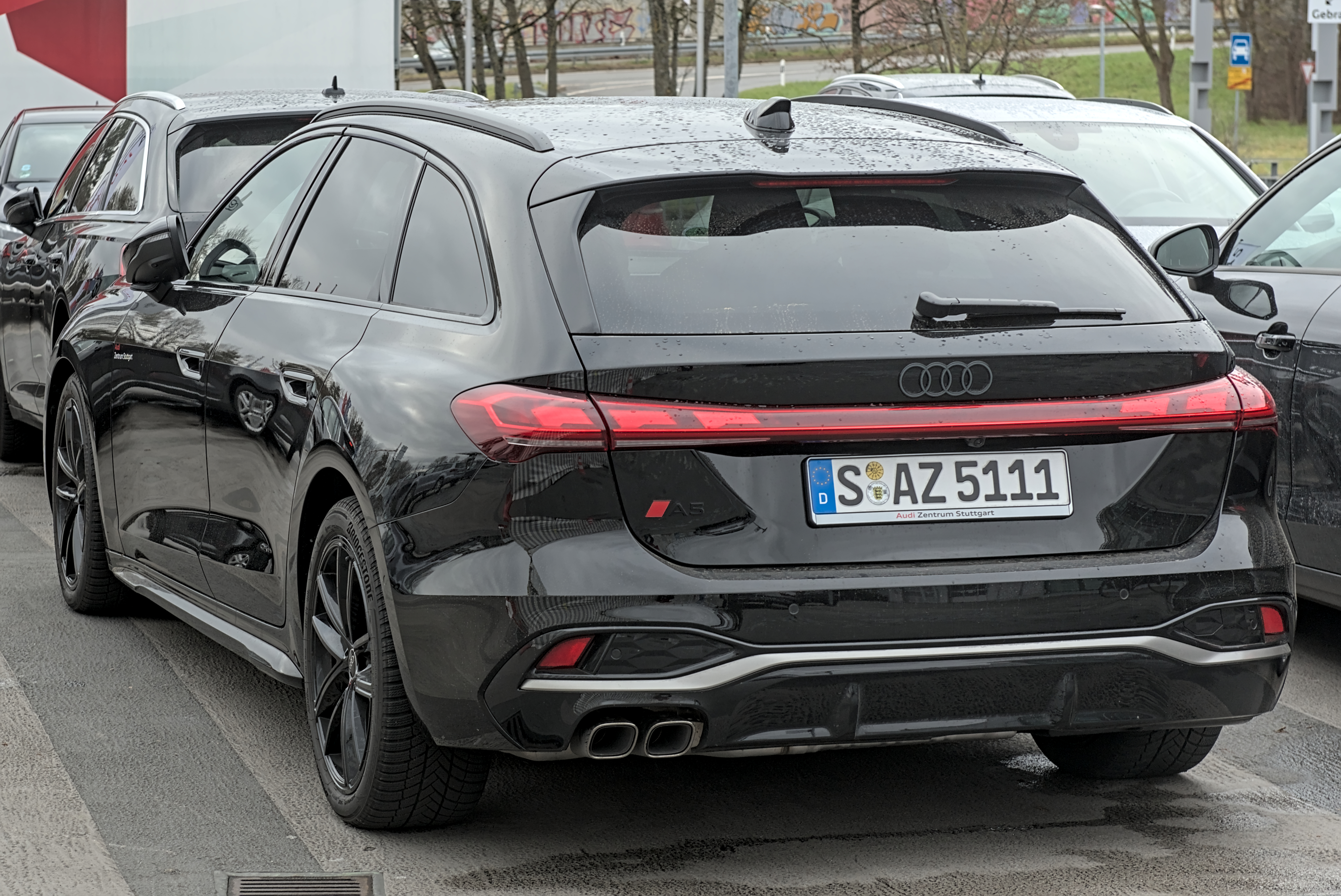
Audi A5 Avant mit Leuchtband am Heck
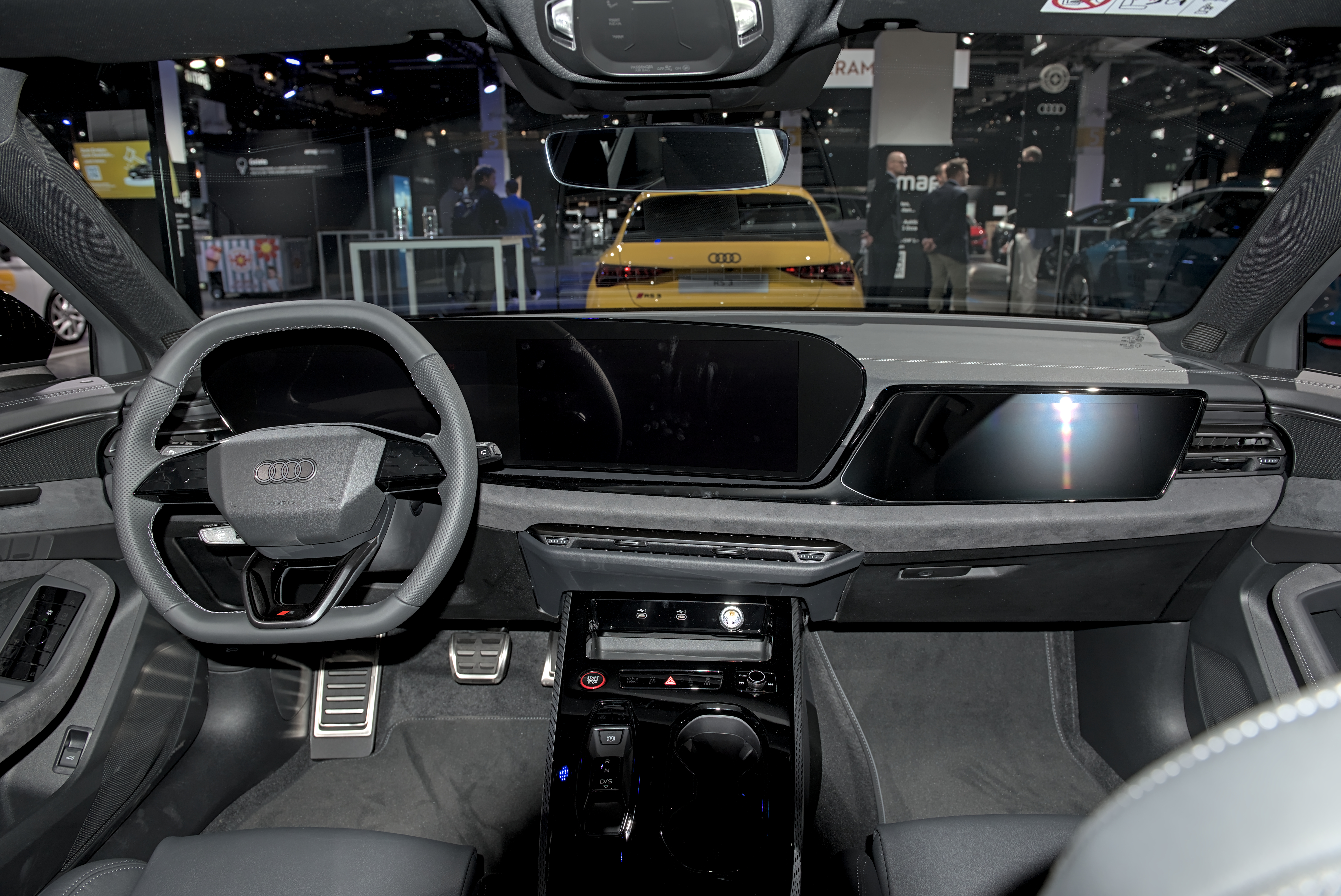
Armaturenbrett des B10
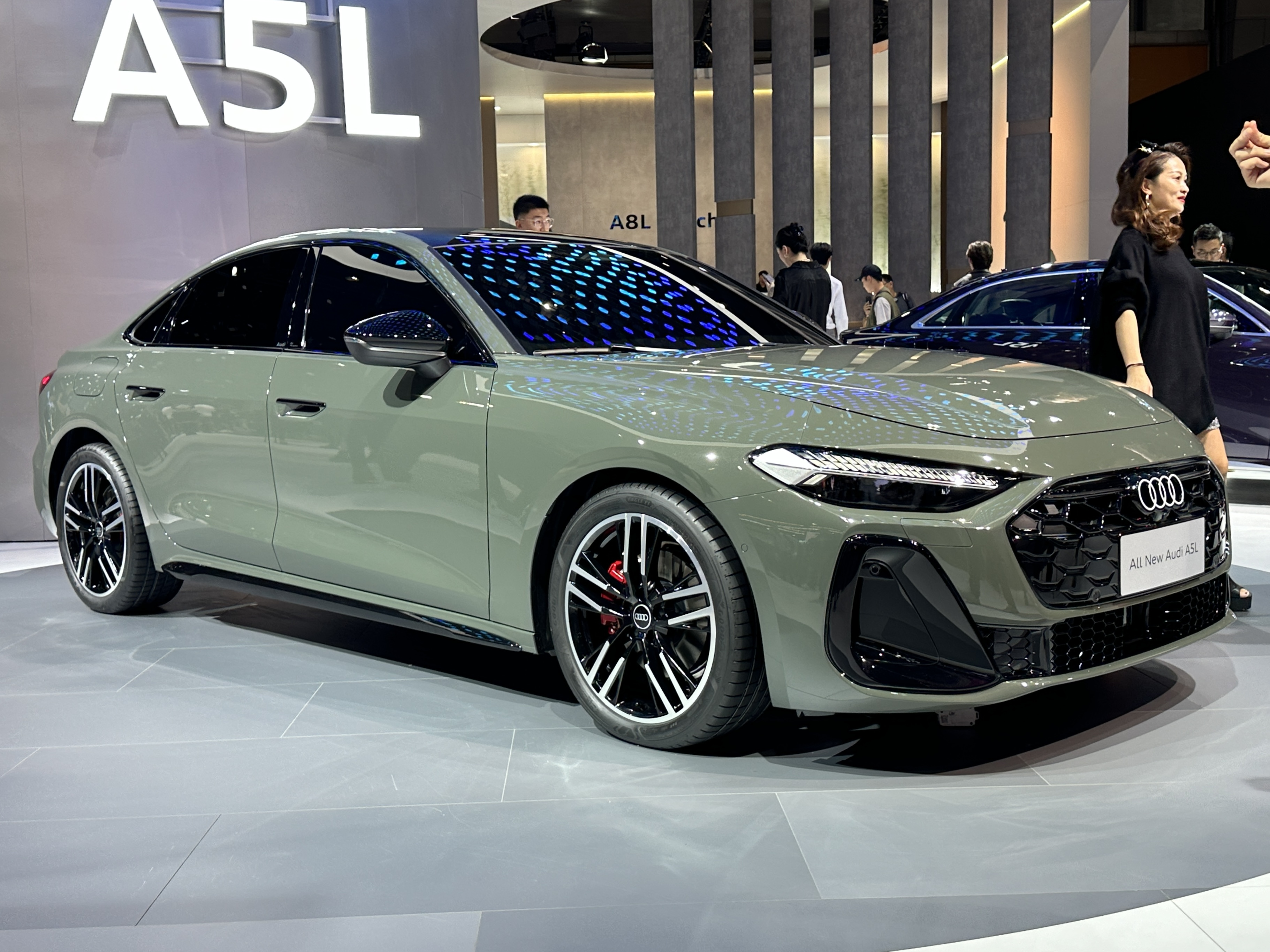
Audi A5L von FAW-Volkswagen mit verlängertem Radstand …
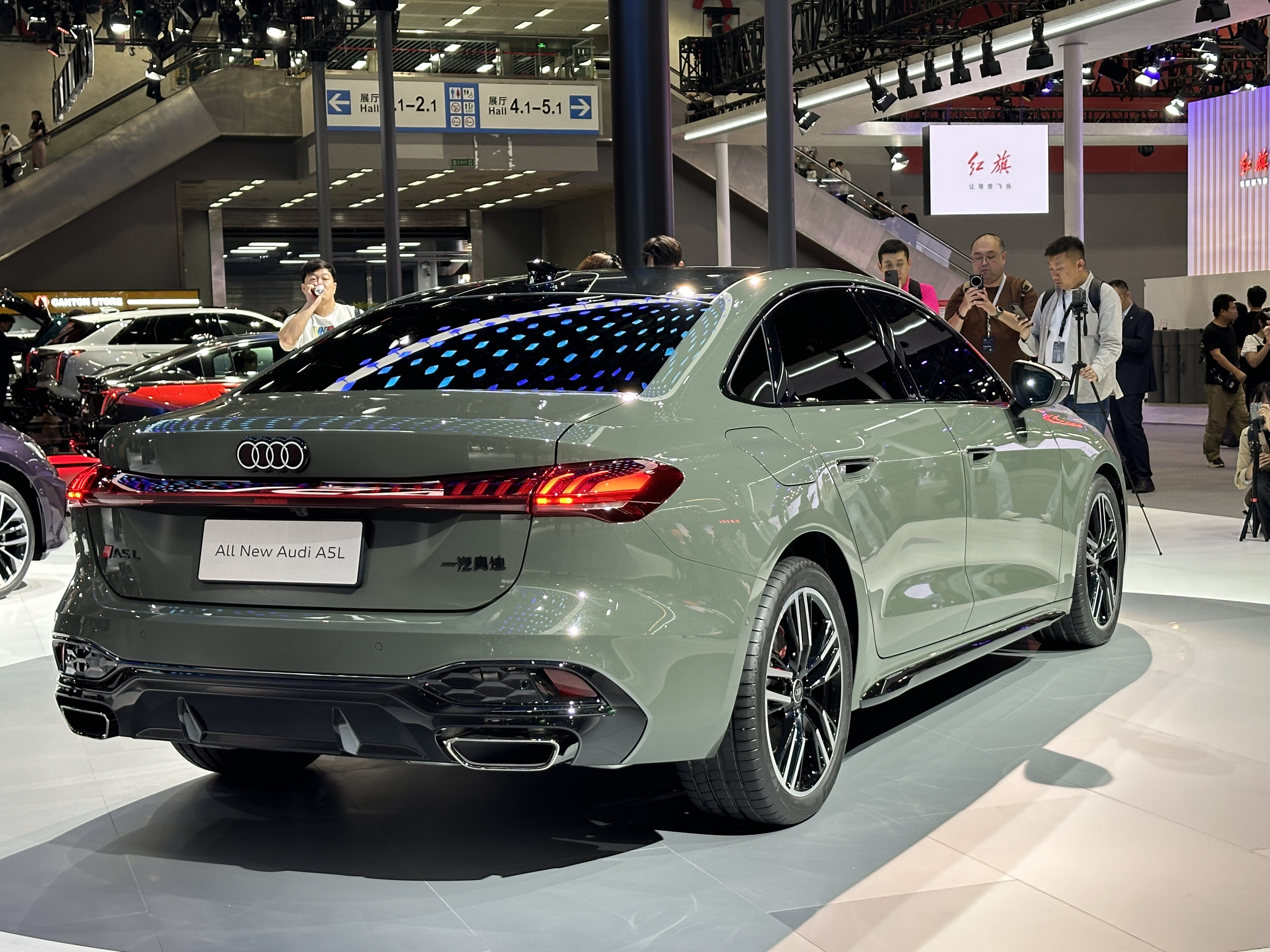
… bei einer Präsentation in China
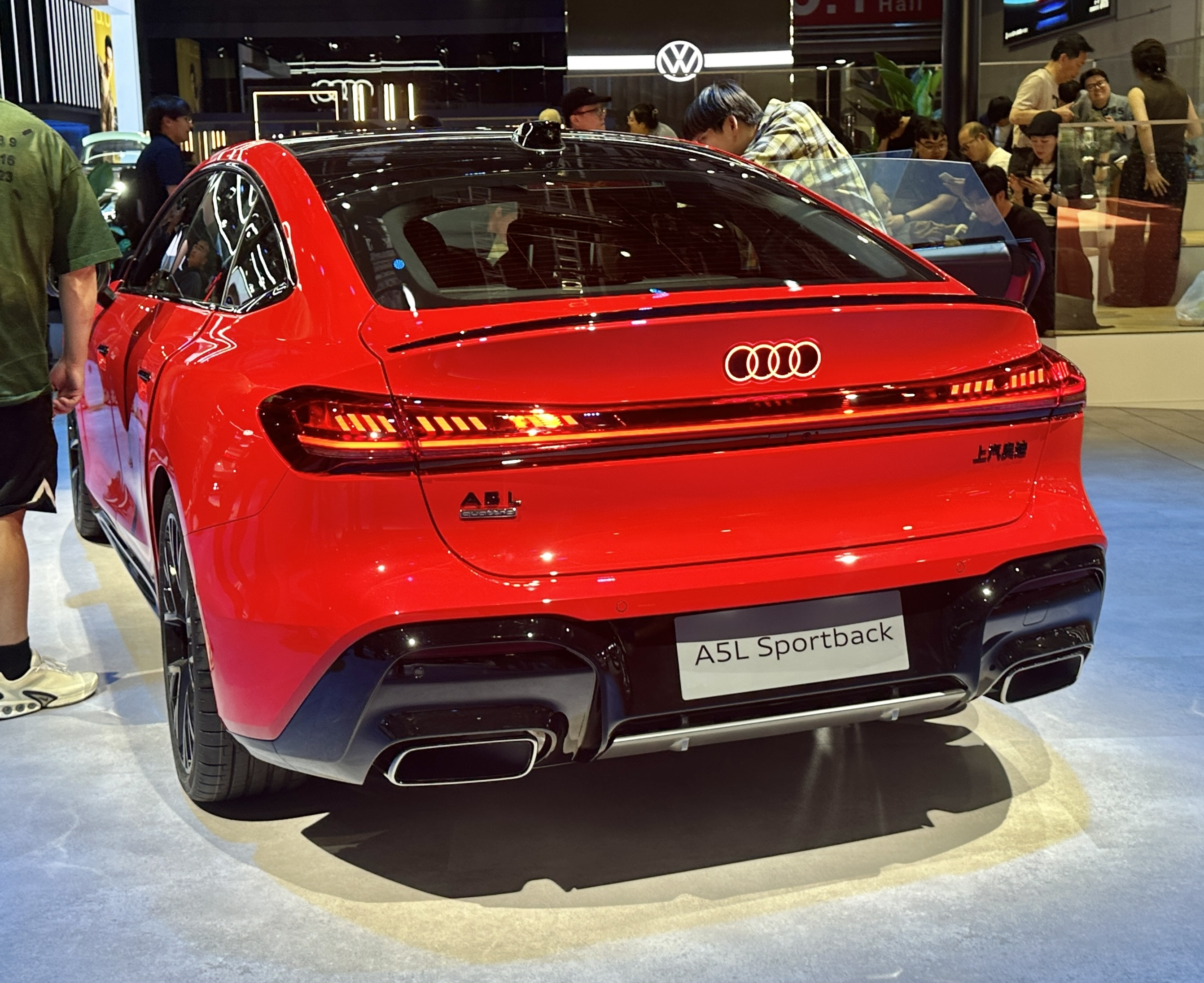
Audi A5L Sportback von SAIC-Volkswagen auf der Auto Shanghai 2025
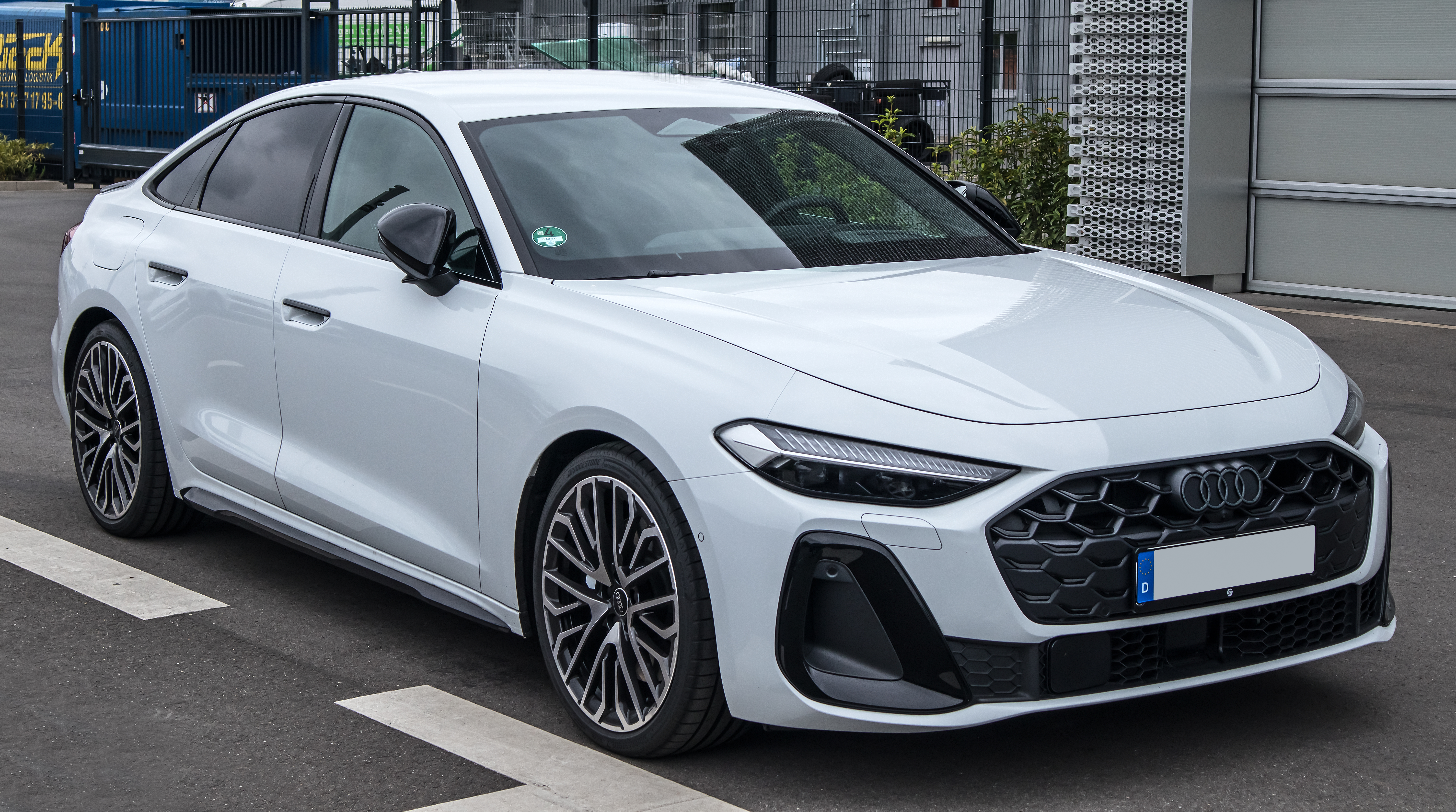
Audi S5 (seit 2024)
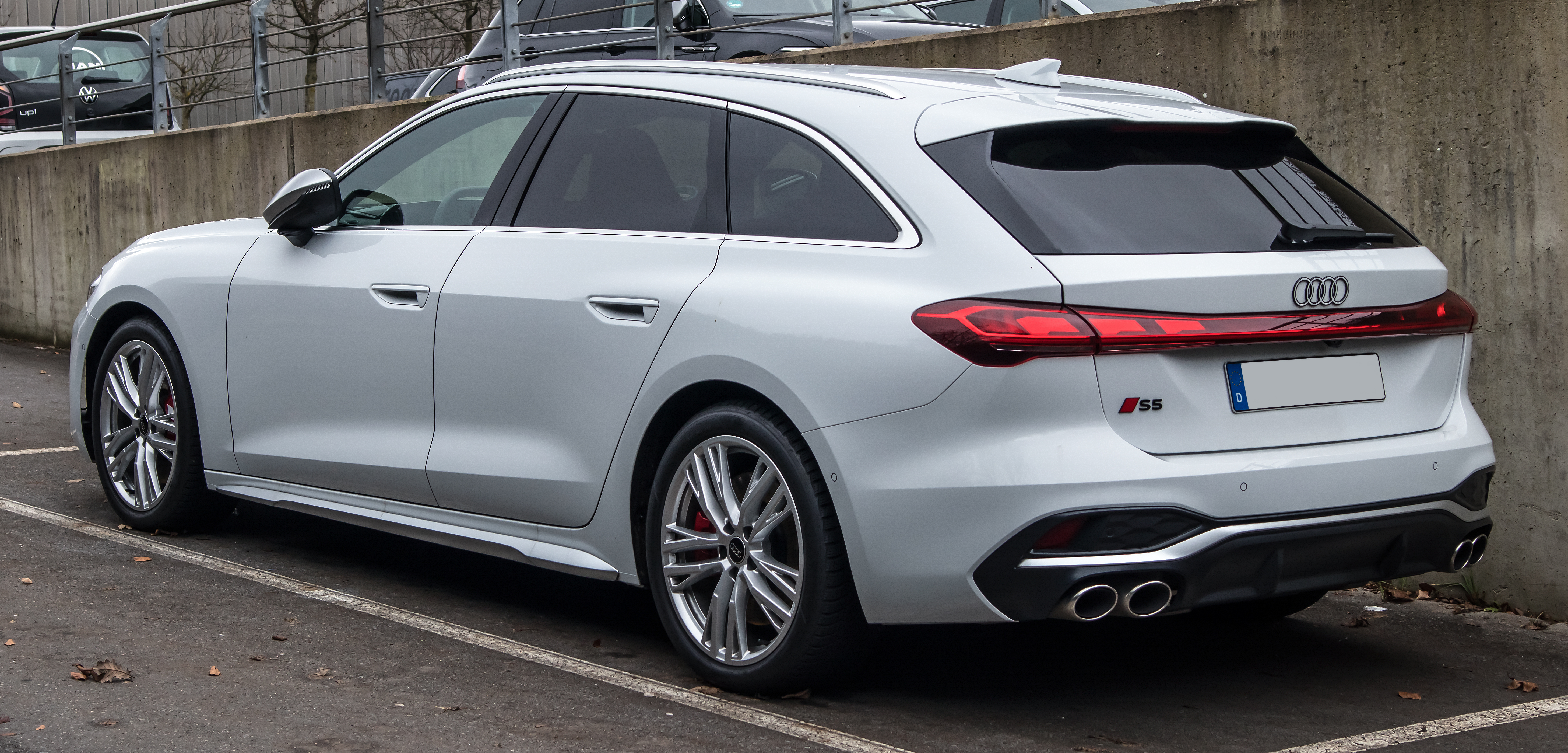
Audi S5 Avant (seit 2024)

## Sicherheit
Ende 2024 wurde der A5 B10 vom Euro NCAP auf die Fahrzeugsicherheit getestet. Er erhielt fünf von fünf möglichen Sternen.

## Technik

### Karosserie
Der A5 B10 ist etwa 4,83 m lang und 1,86 m breit. Er wird als Limousine und als Kombi (Avant) angeboten. Der Radstand beträgt etwa 2,89 m. Bei der Limousine wurde der Übergang vom Fahrgastraum zum Heck (verglichen mit der letzten A4-Limousine) fließender gestaltet. Ihr Kofferraum fasst 445 bis 1299 Liter, beim Kombi fasst er 476 bis 1424 Liter. Die beiden Rückleuchten sind durch ein Leuchtband über dem Kennzeichen verbunden. Der Kühlergrill hat eine wabenförmige Struktur, die in Abhängigkeit von der Ausstattungslinie (Basis, Advanced und S-Line) gestaltet ist. Die Türgriffe wurden flächenbündig ausgeführt, die cw-Werte betragen 0,27 bei der Limousine und 0,30 beim Kombi.

### Antrieb
Das Motorenprogramm umfasste zum Marktstart zwei Reihenvierzylinder-Ottomotoren und einen V6-Ottomotor mit einem Zylinderbankwinkel von 90° (S5), die nach dem Miller-Verfahren arbeiten, sowie einen Vierzylinder-Dieselmotor. Alle haben einen Turbolader. Im März 2025 folgten zwei Plug-in-Hybride mir einer maximalen elektrischen Reichweite von 110 km.

### Fahrwerk
Für das Fahrwerk des A5 B10 wird Stahl verwendet. Es werden zwei Sportfahrwerke mit 20-mm-Tieferlegung angeboten, eines mit adaptiven Dämpfern. Letzteres gehört selbst beim S5 nicht zur Grundausstattung.
Die Elektronik arbeitet zum Abdecken aller Fahrzeugfunktionen mit fünf Rechnern (Elektronikarchitektur E3 1.2).

### Lichttechnik

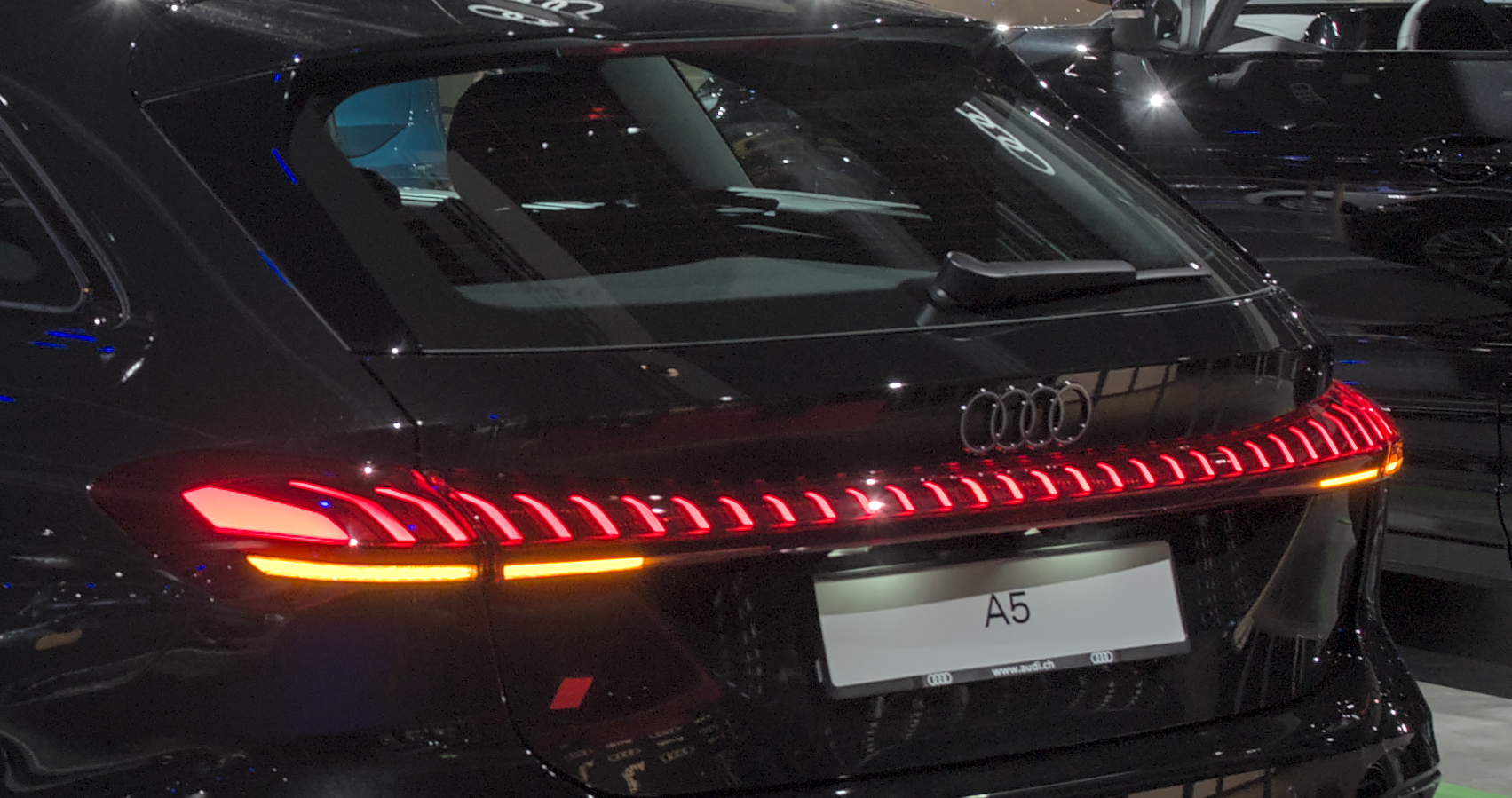
LED-Leuchten am Heck

An der Front besitzt der A5 ein Tagfahrlicht, bei dem acht verschiedene Lichtsignaturen eingestellt werden können. Außerdem kann man hier Matrix-LED-Scheinwerfer dazukaufen. Am Heck befinden sich gegen Aufpreis OLED-Leuchten. Mit etwa 60 Lichtsegmenten lassen sich auch hier auf Wunsch acht verschiedene Lichtsignaturen einstellen. Die Einstellung kann auch mit der My Audi App erfolgen. Außerdem können die Lichtsegmente am Heck auch Informationen übertragen, beispielsweise durch Anzeigen von Warnsymbolen vor Unfällen warnen. Dies ermöglicht Car-to-X-Kommunikation.

## Technische Daten

### Ottomotoren
|                                                                  | 2.0 TFSI                  | 2.0 TFSI                  | S5 3.0 TFSI                      |
| ---------------------------------------------------------------- | ------------------------- | ------------------------- | -------------------------------- |
| Bauzeitraum                                                      | seit 07/2024              | seit 07/2024              | seit 07/2024                     |
| Motorkennbuchstabe                                               | DWZA                      | DWZB                      | DWVA                             |
| Motortyp                                                         | Reihenmotor               | Reihenmotor               | V-Motor (Zylinderbankwinkel 90°) |
| Motorbaureihe                                                    | VW EA888                  | VW EA888                  | VW EA839                         |
| Nockenwellenantrieb                                              | Steuerkette               | Steuerkette               | Steuerkette                      |
| Gemischaufbereitung                                              | Direkteinspritzung        | Direkteinspritzung        | Direkteinspritzung               |
| Motoraufladung                                                   | VTG-Turbolader            | VTG-Turbolader            | VTG-Turbolader                   |
| Bordnetz                                                         |                           |                           | 48 Volt MHEV+                    |
| Zylinder/Ventile                                                 | 4/16                      | 4/16                      | 6/24                             |
| Hubraum                                                          | 1984 cm³                  | 1984 cm³                  | 2995 cm³                         |
| max. Leistung bei min−1                                          | 110 kW (150 PS)/3900–6000 | 150 kW (204 PS)/4300–6300 | 270 kW (367 PS)/5500–6300        |
| max. Drehmoment bei min−1                                        | 280 Nm/1400–3600          | 340 Nm/2000–4000          | 550 Nm/1700–4000                 |
| Antriebsart, Serie                                               | Vorderradantrieb          | Vorderradantrieb          | Allradantrieb                    |
| Antriebsart, Option                                              | —                         | Allradantrieb             | —                                |
| Getriebeart, Serie                                               | 7-Gang-S tronic           | 7-Gang-S tronic           | 7-Gang-S tronic                  |
| Getriebeart, Option                                              | —                         | —                         | —                                |
| Leergewicht (Limousine)                                          | 1770 kg                   | 1770 kg (1825 kg)         | 2025 kg                          |
| Leergewicht (Avant)                                              | 1785 kg                   | 1785 kg (1840 kg)         | 2040 kg                          |
| Beschleunigung, 0–100 km/h (Limousine)                           | 9,8 s                     | 7,8 s (7,6 s)             | 4,5 s                            |
| Beschleunigung, 0–100 km/h (Avant)                               | 9,8 s                     | 7,8 s (7,6 s)             | 4,5 s                            |
| Höchstgeschwindigkeit (Limousine)                                | 216 km/h                  | 245–248 km/h              | 250 km/h (1)                     |
| Höchstgeschwindigkeit (Avant)                                    | 214 km/h                  | 242–245 km/h              | 250 km/h (1)                     |
| Kraftstoffverbrauch nach WLTP auf 100 km, kombiniert (Limousine) | 6,6–7,5 l Super           | 6,6–7,7 l Super           | 7,4–7,7 l Super                  |
| Kraftstoffverbrauch nach WLTP auf 100 km, kombiniert (Avant)     | 6,7–7,6 l Super           | 6,8–7,9 l Super           | 7,5–7,9 l Super                  |
| CO2-Emission nach WLTP, kombiniert (Limousine)                   | 150–171 g/km              | 151–176 g/km              | 167–175 g/km                     |
| CO2-Emission nach WLTP, kombiniert (Avant)                       | 153–173 g/km              | 154–179 g/km              | 169–180 g/km                     |
| Abgasnachbehandlung, PM                                          | Ottopartikelfilter        | Ottopartikelfilter        | Ottopartikelfilter               |
| Abgasnorm                                                        | Euro 6e                   | Euro 6e                   | Euro 6e                          |

### Plug-in-Hybride
|                                                                  | e-hybrid                                          | e-hybrid                                          |
| ---------------------------------------------------------------- | ------------------------------------------------- | ------------------------------------------------- |
| Bauzeitraum                                                      | seit 03/2025                                      | seit 03/2025                                      |
| Motorkennbuchstabe                                               |                                                   |                                                   |
| Motortyp                                                         | Reihenmotor und permanenterregte Synchronmaschine | Reihenmotor und permanenterregte Synchronmaschine |
| Motorbaureihe, Verbrenner                                        | VW EA888                                          | VW EA888                                          |
| Motorbaureihe, Elektro                                           |                                                   |                                                   |
| Motoraufladung                                                   | VTG-Turbolader                                    | VTG-Turbolader                                    |
| Zylinder/Ventile                                                 | 4/16                                              | 4/16                                              |
| Hubraum                                                          | 1984 cm³                                          | 1984 cm³                                          |
| max. Leistung bei min−1, Verbrennungsmotor                       | 185 kW (252 PS)/5000–6500                         | 185 kW (252 PS)/5000–6500                         |
| max. Leistung, Elektromotor (Peak)                               | 105 kW (143 PS)                                   | 105 kW (143 PS)                                   |
| Dauerleistung Elektromotor                                       | 55 kW (75 PS)                                     | 55 kW (75 PS)                                     |
| max. Systemleistung                                              | 220 kW (299 PS)                                   | 270 kW (367 PS)                                   |
| max. Drehmoment bei min−1, Verbrennungsmotor                     | 380 Nm/1600–4500                                  | 380 Nm/1600–4500                                  |
| max. Drehmoment, Elektromotor                                    | 350 Nm                                            | 350 Nm                                            |
| max. Systemdrehmoment                                            | 450 Nm                                            | 500 Nm                                            |
| Antriebsart, Serie                                               | Allradantrieb                                     | Allradantrieb                                     |
| Antriebsart, Option                                              | —                                                 | —                                                 |
| Getriebeart, Serie                                               | 7-Gang-S tronic                                   | 7-Gang-S tronic                                   |
| Getriebeart, Option                                              | —                                                 | —                                                 |
| Leergewicht (Limousine)                                          | 2145 kg                                           | 2170 kg                                           |
| Leergewicht (Avant)                                              | 2160 kg                                           | 2185 kg                                           |
| Beschleunigung, 0–100 km/h (Limousine)                           | 5,9 s                                             | 5,1 s                                             |
| Beschleunigung, 0–100 km/h (Avant)                               | 5,9 s                                             | 5,1 s                                             |
| Höchstgeschwindigkeit (Limousine)                                | 250 km/h (1)                                      | 250 km/h (1)                                      |
| Höchstgeschwindigkeit (Avant)                                    | 250 km/h (1)                                      | 250 km/h (1)                                      |
| Kraftstoffverbrauch nach WLTP auf 100 km, kombiniert (Limousine) | 2,0–2,6 l Super                                   | 2,1–2,6 l Super                                   |
| Kraftstoffverbrauch nach WLTP auf 100 km, kombiniert (Avant)     | 2,1–2,6 l Super                                   | 2,2–2,7 l Super                                   |
| CO2-Emission nach WLTP, kombiniert (Limousine)                   | 45–60 g/km                                        | 47–60 g/km                                        |
| CO2-Emission nach WLTP, kombiniert (Avant)                       | 47–60 g/km                                        | 50–61 g/km                                        |
| elektr. Reichweite nach WLTP, kombiniert (Limousine)             | 97–110 km                                         | 97–107 km                                         |
| elektr. Reichweite nach WLTP, kombiniert (Avant)                 | 95–108 km                                         | 94–104 km                                         |
| Ladedauer AC, Typ 2, auf 100 %, 11 kW                            | 150 min                                           | 150 min                                           |
| Akkukapazität                                                    | 25,9 kWh (brutto) / 20,7 kWh (netto)              | 25,9 kWh (brutto) / 20,7 kWh (netto)              |
| Tankinhalt                                                       | 46 l                                              | 46 l                                              |
| Abgasnachbehandlung, PM                                          | Ottopartikelfilter                                | Ottopartikelfilter                                |
| Abgasnorm                                                        | Euro 6e                                           | Euro 6e                                           |

### Dieselmotoren
|                                                                  | 2.0 TDI                   |
| ---------------------------------------------------------------- | ------------------------- |
| Bauzeitraum                                                      | seit 07/2024              |
| Motorkennbuchstabe                                               | DYYA                      |
| Motortyp                                                         | Reihenmotor               |
| Motorbaureihe                                                    | VW EA288evo               |
| Nockenwellenantrieb                                              | Zahnriemen                |
| Gemischaufbereitung                                              | Common-Rail-Einspritzung  |
| Motoraufladung                                                   | Turbolader                |
| Bordnetz                                                         | 48 Volt MHEV+             |
| Zylinder/Ventile                                                 | 4/16                      |
| Hubraum                                                          | 1968 cm³                  |
| max. Leistung bei min−1                                          | 150 kW (204 PS)/3800–4200 |
| max. Drehmoment bei min−1                                        | 400 Nm/1750–3250          |
| Antriebsart, Serie                                               | Vorderradantrieb          |
| Antriebsart, Option                                              | Allradantrieb             |
| Getriebeart, Serie                                               | 7-Gang-S tronic           |
| Getriebeart, Option                                              | —                         |
| Leergewicht (Limousine)                                          | 1895–1960 kg              |
| Leergewicht (Avant)                                              | 1910–1975 kg              |
| Beschleunigung, 0–100 km/h                                       | 6,9–7,7 s                 |
| Höchstgeschwindigkeit (Limousine)                                | 241–242 km/h              |
| Höchstgeschwindigkeit (Avant)                                    | 236–240 km/h              |
| Kraftstoffverbrauch nach WLTP auf 100 km, kombiniert (Limousine) | 4,7–5,5 l Diesel          |
| Kraftstoffverbrauch nach WLTP auf 100 km, kombiniert (Avant)     | 4,8–5,6 l Diesel          |
| CO2-Emission nach WLTP, kombiniert (Limousine)                   | 124–145 g/km              |
| CO2-Emission nach WLTP, kombiniert (Avant)                       | 127–147 g/km              |
| Abgasnachbehandlung, PM                                          | Dieselrußpartikelfilter   |
| Abgasnachbehandlung, NOX                                         | SCR-Katalysator           |
| Abgasnorm                                                        | Euro 6e                   |